# Djakout Number One
 (juillet 2023).
Si vous disposez d'ouvrages ou d'articles de référence ou si vous connaissez des sites web de qualité traitant du thème abordé ici, merci de compléter l'article en donnant les références utiles à sa vérifiabilité et en les liant à la section « Notes et références ».
Djakout #1 est un groupe de musiciens haïtien de musique Konpa.

## Historique
Le groupe Djakout #1 est créé en 2010 après le schisme causé par des mésententes entre des musiciens et les dirigeants fondateurs de Djakout Mizik.
Le groupe sort son premier album, Pwofite, en Novembre 2010.
Véritable orchestre, « armé » d’instruments de cuivre qui constituent sa particularité, et « programmé pour mettre le feu » sur toutes les scènes qu’il foule avec ses 10 musiciens et vocalistes, Djakout #1 compte déjà 8 albums à son actif, dont le dernier Lòd Nan Dezòd, qui lui a permis de se hisser de nouveau au sommet des charts.

## Composition du groupe
Le groupe est composé de :
- Auguste Duverger (Pouchon) (Lead Vocals)
- Hervé Anthénor (Shabba) (Percussion)
- Yves Valbrun (Steeve Khe) (Chant)
- Rolls Laine (Roro) (Percussion)
- Reginald Bastien (Ti Regi) (Claviers)
- Louimane Absolu (Mamane) (Guitare basse)
- Edzer Charlemagne (Ti Pouch) (Claviers)
- Dukenson Fontaine (Didi Santana) (Guitare)
- Dave ST. Vil (Percussion)

## Discographie
- 2010 : Pwofite, Label Kompas Mové
- 2014 : Lòd Nan Dezòd, Unik Entertainment